# معركة القناة الشمالية
معركة القناة الشمالية (بالإنجليزية: Battle of the Canal du Nord) هو نزاع عسكري وجزء من هجوم المائة يوم في الحرب العالمية الأولى من قبل الحلفاء ضد المواقع الألمانية على الجبهة الغربية. وقعت المعركة في منطقة نور با دو كاليه في فرنسا بين 27 سبتمبر و 1 أكتوبر 1918 على طول جزء غير مكتمل من قناة دو نور (القناة الشمالية) وعلى مشارف كامبريه.
كان هذا الهجوم جزءًا من سلسلة من هجمات الحلفاء على طول الجبهة الغربية لمنع الألمان من إرسال تعزيزات. بدأ الهجوم في اليوم التالي لبدء هجوم ميوز-أرغون وقبل يوم من الهجوم على فلاندرز البلجيكية وقبل يومين من معركة قناة سانت كوينتين.